# Hoàng Lan (nghệ sĩ)
Hoàng Lan (24 tháng 8 năm 1959 – 4 tháng 2 năm 2022) là một nữ diễn viên truyền hình và kịch nói người Việt Nam. Bà được biết đến qua những vai phản diện trên sân khấu và phim truyền hình.

## Cuộc đời
Hoàng Lan sinh ngày 24 tháng 8 năm 1959 tại một tỉnh miền Tây Nam bộ. Năm 17 tuổi, bà trở thành diễn viên đoàn kịch nói Cửu Long Giang. Sau nhiều năm biểu diễn trên các sân khấu, Hoàng Lan ghi dấu ấn qua những vai phản diện như Hai Mưa Nắng, Lan Xì - po, má mì, chủ quán cơm tù... trong chương trình "Trong nhà ngoài phố" những năm 2000. Bà cũng từng tham một số bộ phim truyền hình: Cô thư ký xinh đẹp, Cổng mặt trời, Sóng gió cuộc đời.
Năm 2011, bà bắt đầu phát bệnh sau khi đóng xong phim Cổng mặt trời. Chứng suy thận khiến bà mệt mỏi, hai chân bắt đầu đứng không vững. Năm 2016, bà mắc thêm chứng bệnh Parkinson, gai cột sống, giãn tĩnh mạch. Những biến chứng từ căn bệnh khiến mắt phải bà bị hỏng và phải nằm một chỗ suốt nhiều năm qua. Ngày 4 tháng 2 năm 2022, bà qua đời tại nhà riêng ở Thành phố Hồ Chí Minh hưởng thọ 62 tuổi.

## MV ca nhạc
- Câu lạc bộ làm quen - Như Quỳnh (Paris by Night 55 - 2000)

## Phim đã tham gia
| Năm  | Tựa phim                           | Vai diễn       | Đạo diễn                      | Kênh            | Nguồn |
| ---- | ---------------------------------- | -------------- | ----------------------------- | --------------- | ----- |
| 1994 | Cổ tích Việt Nam: Bụng làm Dạ chịu | Người làng bên | Nguyễn Minh Chung Lâm Lê Dũng | SaoTV HTV3 THVL |       |
| 2000 | Cô thư ký xinh đẹp                 | Bà Lúa         | Châu Huế                      | HTV7            |       |
| 2007 | Sóng gió cuộc đời                  | Bà Mỹ          | Châu Huế                      | HTV7            |       |
| 2010 | Cổng mặt trời                      | Bà Nga         | Nguyễn Dương                  | HTV7            |       |

## Kịch truyền hình
| Tựa kịch                                      | Vai diễn  | Đạo diễn     | Kênh | Nguồn |
| --------------------------------------------- | --------- | ------------ | ---- | ----- |
| Trong nhà ngoài phố: Ai cưới, cưới ai?        | Bà Kim Bé | Lê Văn Tĩnh  | HTV7 |       |
| Trong nhà ngoài phố: Lễ sinh hấp của ông Mừng | Bà Sáu    | Lê Văn Tĩnh  | HTV7 |       |
| Trong nhà ngoài phố: Ai tát biển Đông?        | Tư Hồng   | Trần Văn Sáu | HTV7 |       |
| Trong nhà ngoài phố: Dzô! Dzô!                | Vợ Sáu Độ | Trần Văn Sáu | HTV7 |       |
| Trong nhà ngoài phố: Phước họa khôn lường     | Năm Me    | Trần Văn Sáu | HTV7 |       |
| Trong nhà ngoài phố: Phước họa khôn lường 2   | Năm Me    | Trần Văn Sáu | HTV7 |       |
| Trong nhà ngoài phố: Món nhà ngoài phố        | Bà Tám    | Nguyễn Lâm   | HTV7 |       |